# VIII Congresso della Federazione Giovanile Socialista Italiana

Avanguardia del 13 febbraio 1921 dà conto degli esiti del congresso.

L'VIII Congresso della Federazione Giovanile Socialista Italiana si tenne a Firenze il 27 gennaio 1921. Vi fu deciso il passaggio in blocco dell'organizzazione dal Partito Socialista Italiano al neocostituito Partito Comunista d'Italia, con conseguente cambio della denominazione in Federazione Giovanile Comunista Italiana.
Le determinazioni del congresso, votate a larga maggioranza (35.000 su 43.000), erano già di fatto note fin dal Congresso del PSI di Livorno, quando il segretario dei giovani Luigi Polano aveva annunciato che la Federazione avrebbe seguito le decisioni della frazione comunista.
Segretario della nuova FGCI venne eletto Giuseppe Berti, mentre del comitato centrale entrarono a far parte Luigi Longo, Romeo Mangano, Bruno Capitta, Aldo Gorelli, Gino De Marchi, Luigi Polano, Secondino Tranquilli, Beltramelli e Lambertini.